# Сванхольм, Сет
Сет Карл Ви́ктор Сва́нхольм (швед. Set Karl Viktor Svanholm; 2 сентября 1904, Вестерос — 4 октября 1964, Сальтшё-Дувнес) — шведский певец (драматический тенор).

## Биография
Начинал как органист. В 1925—1930 — хормейстер. Ученик Йона Форселля. С 1930 — солист Шведской королевской оперы в Стокгольме, в 1956—1963 — её директор. Выступал в театрах «Метрополитен-опера», «Ковент-Гарден». Много гастролировал по Европе. Участник Байрейтского и Зальцбургского фестивалей. Приобрёл международную известность как один из лучших исполнителей опер Рихарда Вагнера.

## Оперные партии
- «Лоэнгрин» Р. Вагнера — Лоэнгрин (https://heldentenor.narod.ru/tenor/svanholm.htm)
- «Валькирия» Р. Вагнера — Зигмунд
- «Зигфрид» Р. Вагнера — Зигфрид
- «Гибель богов» Р. Вагнера — Зигфрид
- «Нюрнбергские мейстерзингеры» Р. Вагнера — Вальтер
- «Тангейзер» Р. Вагнера — Вольфрам
- «Отелло» Джузеппе Верди — Отелло
- «Аида» Дж. Верди — Радамес